# Ellenbeckia
Ellenbeckia este un gen de molii din familia Sphingidae. Conține o singură specie, Ellenbeckia monospila, care este întâlnită în zonele aride din Kenya și Somalia.